# Elisha Cuthbert
Elisha Cuthbert, född 30 november 1982 i Calgary i Alberta i Kanada, är en kanadensisk skådespelare och före detta fotomodell.

## Biografi
Cuthbert är känd som programledare för det kanadensiska barnprogrammet Popular Mechanics for Kids och för sin roll som Kim Bauer i den amerikanska TV-serien 24. Sin första huvudroll gjorde hon 2004 i filmen The Girl Next Door.
Cuthbert begav sig som 17-åring till Los Angeles för att testa lyckan som skådespelerska. Hon hade lovat sig själv att hon skulle stanna i USA i sex veckor, och sedan återvända till Kanada om hon inte fick en roll.
Cuthbert blev känd i TV-serien för barn Vadå, mörkrädd?. Hon fick under sina sex veckor till slut en roll som Kim Bauer i FOX succéserie 24. 2004 fick hon sitt stora genombrott i filmen The Girl Next Door, där hon spelar Danielle, som tidigare var porrstjärna.

### Privatliv
Cuthbert var 2008 huvudföremål i en NHL-skandal då hennes före detta pojkvän hockeyspelaren Sean Avery, Dallas Stars, fällde olämpliga kommentarer om henne till en kanadensisk reporter i samband vid ett möte med Calgary Flames, där Dion Phaneuf, som hon hade sällskap med och numera är gift med, spelade. Avery blev avstängd sex matcher och blev inte tillfrågad att återansluta till Stars trupp efter avstängningen.
Cuthbert är bosatt i Beverly Hills.

## Filmografi
- 1996–2000 – Vadå, mörkrädd? (TV-serie) (25 avsnitt)
- 2001–2010 – 24 (TV-serie) – Kim Bauer (Säsong 1–3, 5 och 7–8; 79 avsnitt)
- 2003 – Love Actually – Carol-Anne
- 2004 – The Girl Next Door – Danielle
- 2005 – House of Wax – Carly
- 2008 – Family Guy (TV-serie) (röstroll, 1 avsnitt)
- 2008 – My Sassy Girl - Jordan Roark
- 2009 – The Six Wives of Henry Lefay - Barbara
- 2010 – The Forgotten (TV-serie) – Maxine Denver (6 avsnitt)
- 2011–2013 – Happy Endings (TV-serie) (57 avsnitt)
- 2014 – Just Before I Go – Penny
- 2016–2020 – The Ranch (TV-serie) (77 avsnitt)
- 2017 – Goon: Last of the Enforcers – Mary